# DM41

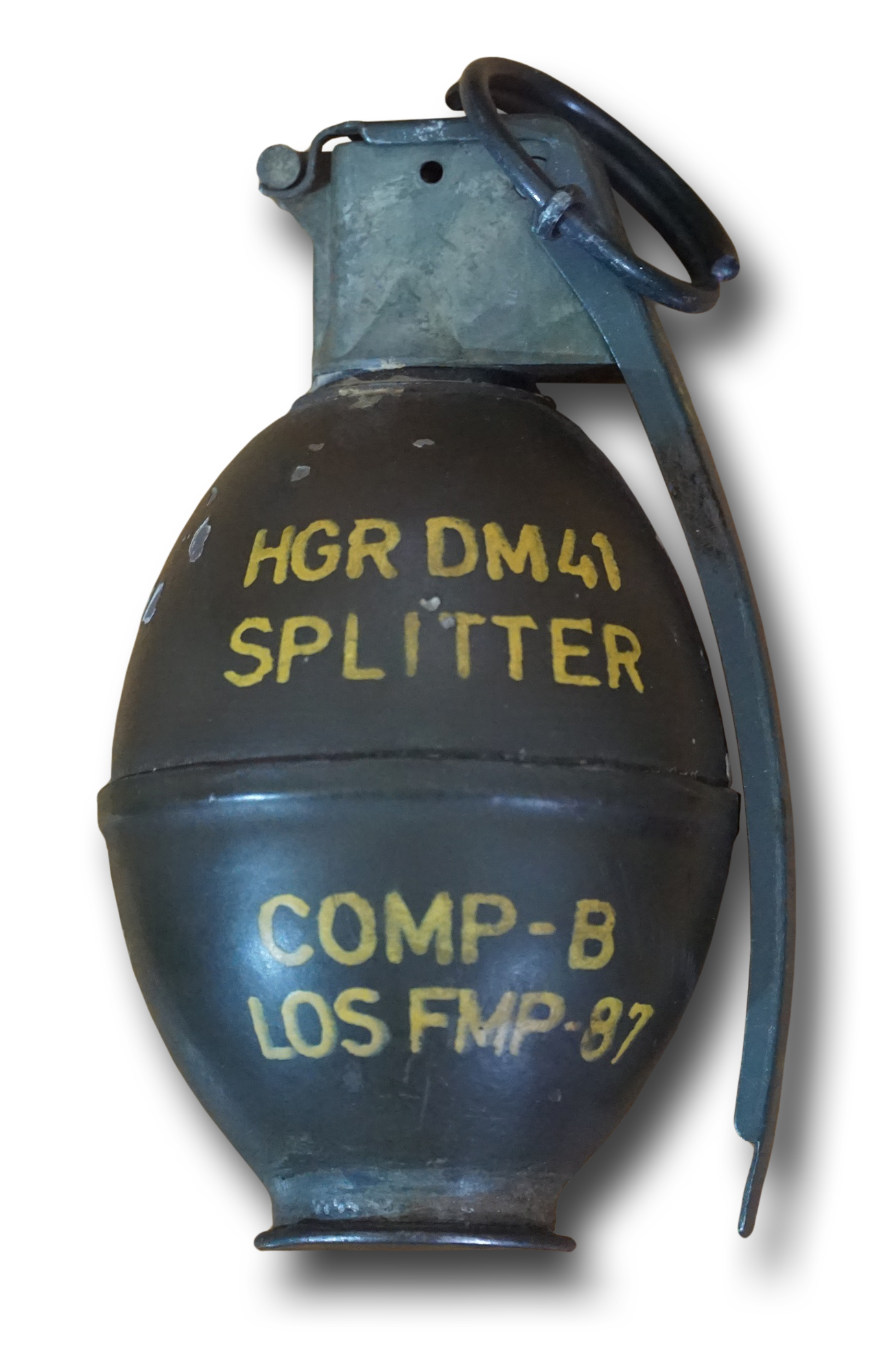
Splitterhandgranate DM41

Die DM41 bzw. DM41A1 ist eine in der Bundeswehr verwendete Splitterhandgranate. Sie ist ein Nachbau der US-amerikanischen M26A2-Handgranate mit Zünder M215. Hergestellt wurde sie von der Firma Diehl aus Nürnberg (LOS DN) und der Fábrica Militar de Braço de Prata Lissabon (LOS FMP). Nach der Einführung der DM51-Spreng-Splitterhandgranate 1974/75 wurden keine weiteren Exemplare gefertigt und die DM41 ersetzt. Die Handgranate DM41 besteht aus dem Oberteil mit Mundlochbuchse und dem Unterteil mit Haltering, die durch Falzen miteinander verbunden sind. Vor dem Falzen wurde die vorgefertigte Splitterspirale in den Handgranatenkörper eingelegt. Die Splitterspirale besteht aus Vierkantstahl, der vor dem Wickeln auf der späteren Innenseite auf ganzer Länge eingekerbt wird. Die Einkerbungen dienen als Sollbruchstellen bei der Explosion des Sprengstoffes. Die Sprengladung besteht aus etwa 150 g Composition B und wird in den Handgranatenkörper gegossen. In die Mundlochbuchse des Handgranatenoberteils wird der Schlagzünder eingeschraubt. Der Handgranatenzünder zündet nach einer Brennzeit von 4,5 ± 0,5 s. In die Handgranate DM41 ist der Handgranatenzünder DM72 eingeschraubt, in der Handgranate DM41A1 der Handgranatenzünder DM82. Äußerliches Unterscheidungsmerkmal neben der Beschriftung ist die beim Handgranatenzünder DM82 verwendete Schutzkappe mit Klemmbacken für den Ring am Sicherungssplint. Eine Umzünderung von Restbeständen auf den Schlagzünder DM82 erfolgte unter anderem in den Munitionsdepots Kropp (LOS KRO), Liebenau (LOS LIE) und Pflummern (LOS PFL).

## Daten
| Gewicht Splitterhandgranate | 450 g                   |
| Sprengstoffgewicht          | 150 g                   |
| Länge mit Zünder            | 117 mm (DM41A1: 104 mm) |
| Durchmesser                 | 60,1 mm                 |
| Verzögerung                 | 4,5 ±0,5 s              |
| Farbanstrich                | gelboliv                |
| Beschriftung                | chromgelb               |
| Splitterwirkung             | ca. 20 m                |

## Kontroverses
Am 19. und 20. Oktober 2014 wurden über der von den IS Dschihadisten belagerten Stadt Kobane Waffenlieferungen für die verteidigenden Kurden abgeworfen. Dabei trieb vermutlich Wind einen der von amerikanischen Flugzeugen ausgeführten 28 Abwürfe ab. Am 21. Oktober 2014 wurde ein Video auf YouTube veröffentlicht, das offensichtlich IS-Kämpfer mit den erbeuteten Waffen zeigt. Im Laufe des Videos sind zahlreiche Kisten mit DM41 zu erkennen. Als eine der Handgranaten aus ihrer Verpackung genommen wird, lässt sich die Beschriftung genau erkennen. Auffällig ist, dass es sich bei allen gezeigten Kisten und dem Exemplar nur um das Grundmodell DM41 von FMP handelt. Im Anschluss an dieses Video befassten sich die Medien mit der Frage, wie für die deutsche Bundeswehr vorgesehene Handgranaten in IS-Hände gelangen konnten. Ursprünglich wurde die Waffenlieferung von der Regierung der autonomen Region Kurdistan und deren Streitkräften „Peschmerga“ zusammengestellt.
In der Antwort der Bundesregierung auf die Kleine Anfrage der Abgeordneten Jan van Aken, Christine Buchholz, Annette Groth, weiterer Abgeordneter und der Fraktion DIE LINKE vom 7. November 2014 wird dazu offiziell Stellung bezogen. Auf die Frage, welche Kenntnis die Bundesregierung über den Inhalt der abgeworfenen Waffenlieferungen hat, gibt sie an, die erbetene Auskunft aufgrund Geheimhaltungsbedürftigkeit und „weil sie Informationen enthält, die im Zusammenhang mit Aufklärungsaktivitäten des Bundesnachrichtendienstes (BND) stehen“, nicht geben kann. Über die Herkunft der Handgranaten hat die Bundesregierung keine gesicherten Erkenntnisse. Außerdem sieht sie „keine konkreten Ansatzpunkte für weitere Nachforschungen“ zur Aufklärung der Herkunft.

## Übungshandgranate DM48

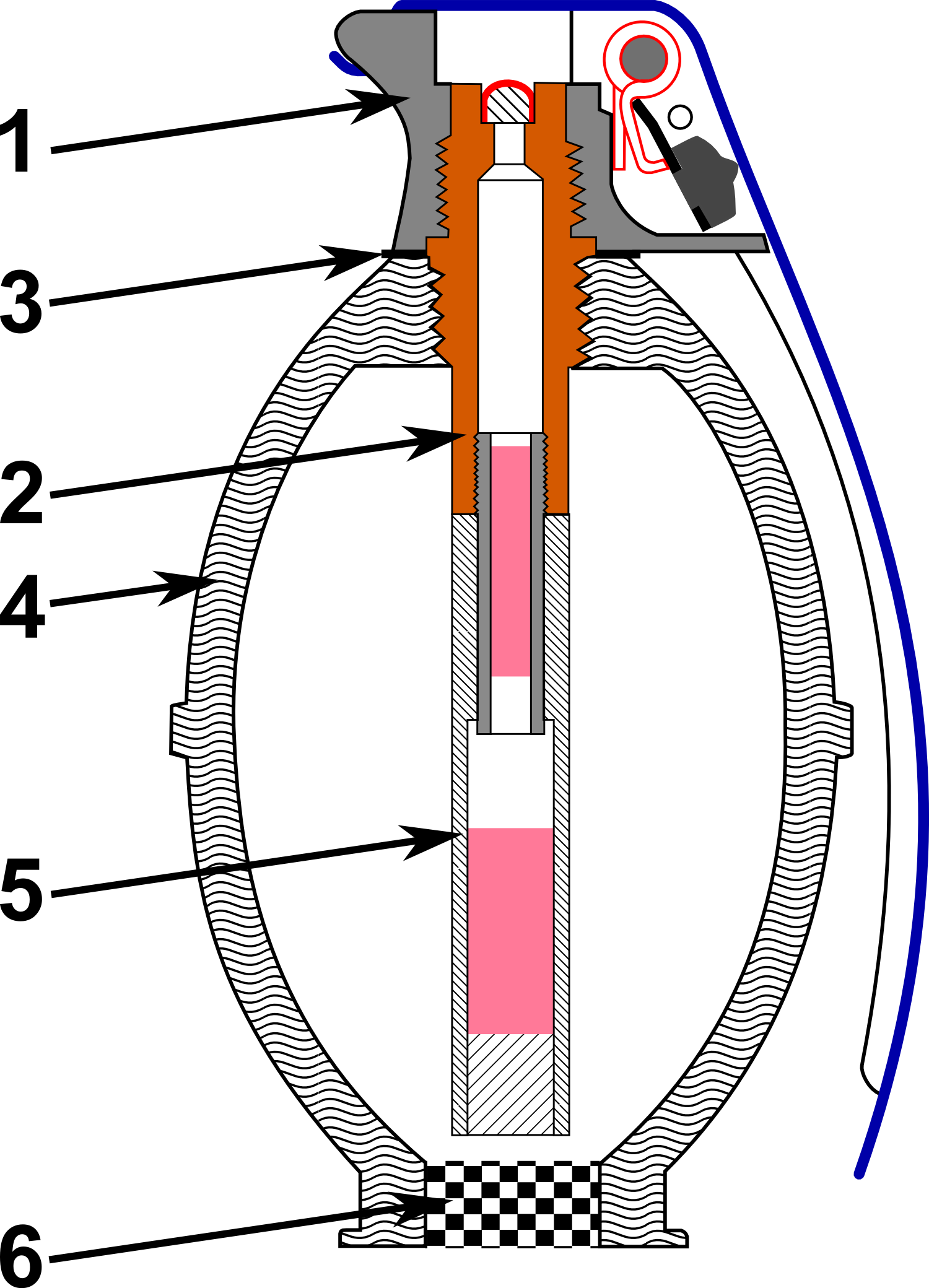
Querschnitt Übungshandgranate DM48

Die Übungshandgranate DM48 ist eine Nachbildung der Handgranate DM41 und ersetzt die Übungshandgranate DM28. Sie dient der Ausbildung und ist gewichts-, form- und handhabungsgleich. Durch ihre lichtblaue Farbe (RAL 5012) ist sie eindeutig von der Gefechtsversion zu unterscheiden. Die Übungshandgranate DM48 besteht aus:
1. Handgranatenzünderoberteil DM62 bestehend aus: Schlagstück, Spannfeder, Zünderbügel und Sicherungssplint mit Ring
2. Handgranatenzünderunterteil DM62 mit eingeschraubtem Verzögerungsstück
3. Dichtring
4. Übungshandgranatenkörper
5. Übungshandgranatenladung DM38
6. Verschlussstopfen

Der aus Gusseisen gefertigte Handgranatenkörper besitzt zwei Bohrungen. In die obere Bohrung mit Innengewinde wird der Handgranatenzünder eingeschraubt. Die untere Bohrung dient zum Entweichen der Verbrennungsgase der Übungshandgranatenladung und ist mit einem Stopfen aus Filz verschlossen. Dieser verhindert das Eindringen von Fremdkörpern in den Innenraum. 4,5 ± 0,5 Sekunden nach dem Wurf zündet der Handgranatenzünder DM62 die pyrotechnische Übungshandgranatenladung DM38, welche einen Knall und Rauch erzeugt. Durch das Erneuern der Teile außer dem Handgranatenkörper kann die Übungshandgranate DM48 wiederverwendet werden. Die Übungshandgranatenladung DM38 wird stets mit dem Handgranatenzünderunterteil DM62 in einem Stück geliefert.

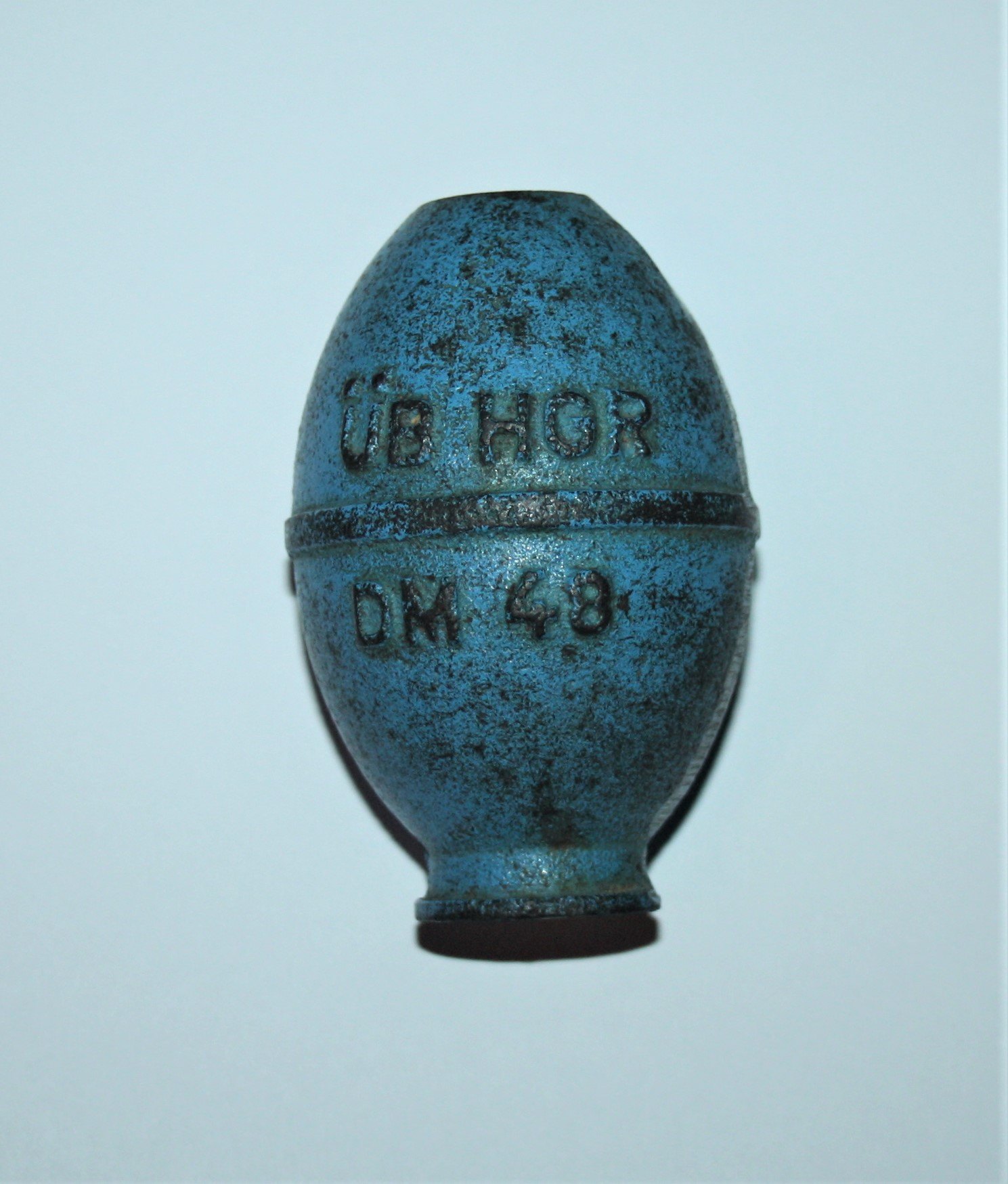
Übungs-Handgranatenkörper DM 48

## Bilddarstellung

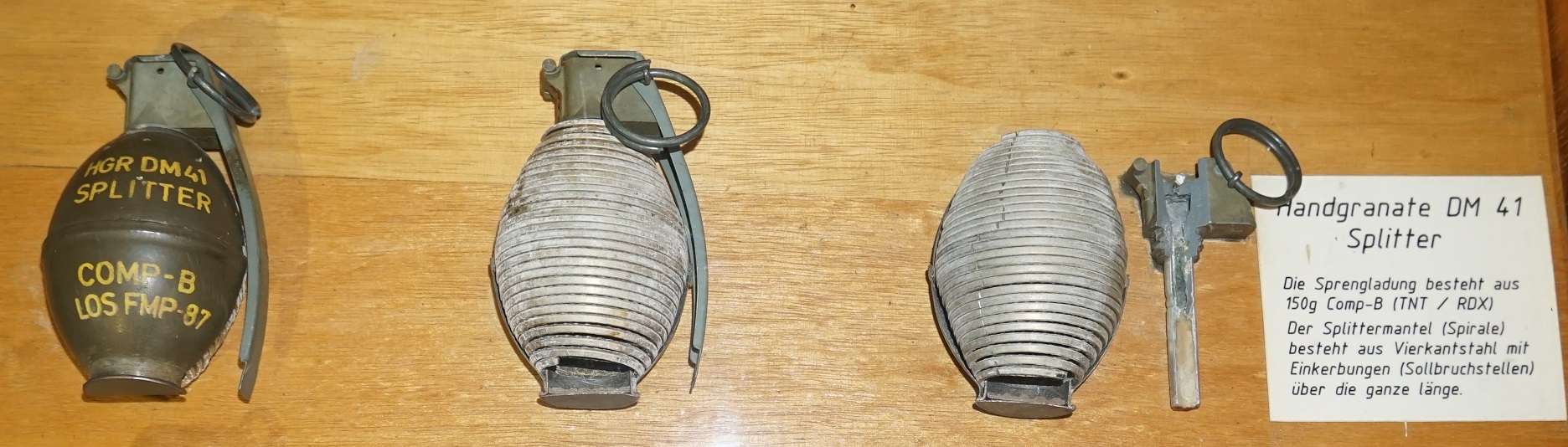
Modelle der Splitterhandgranate DM41
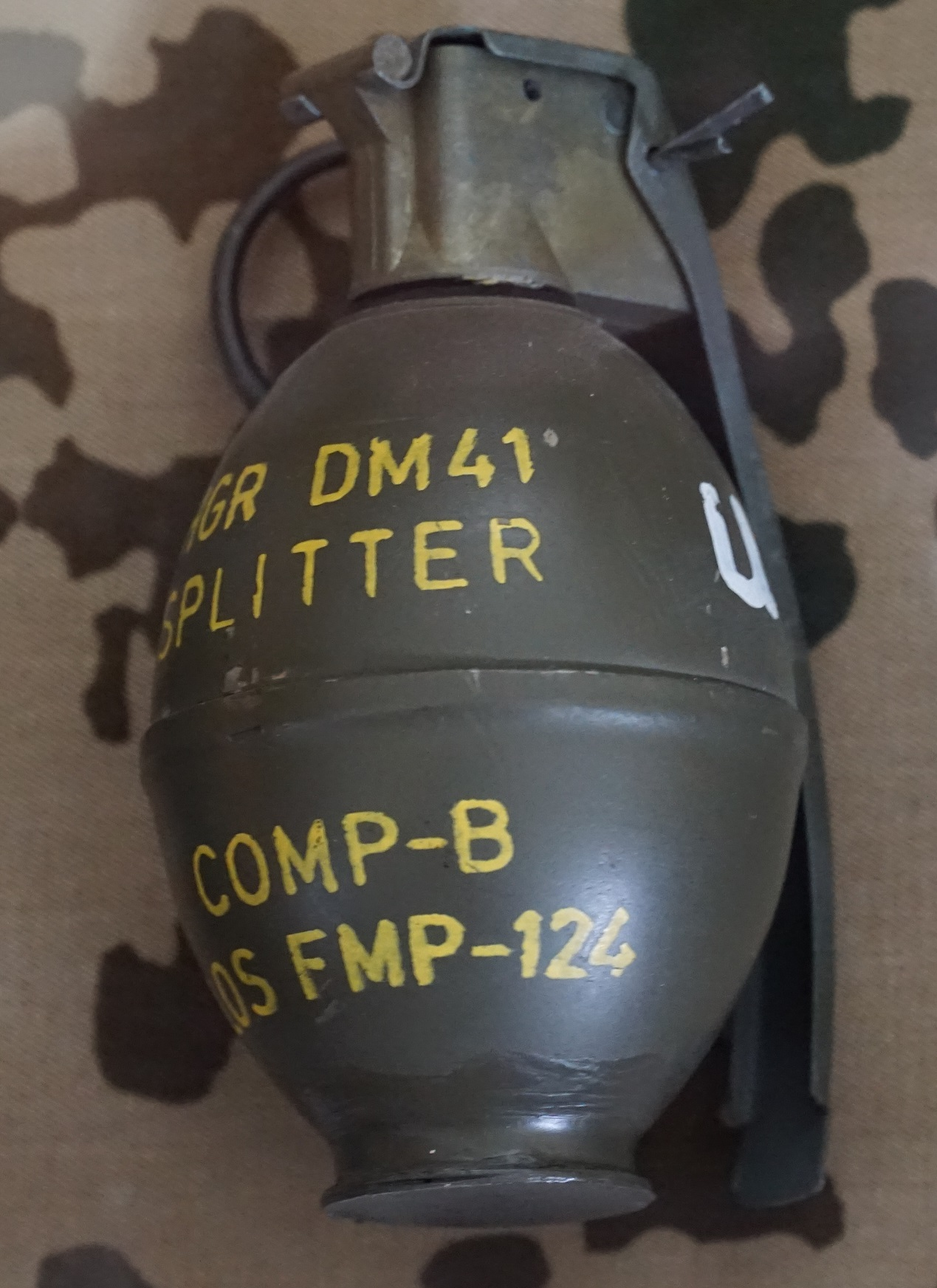
Splitterhandgranate DM41
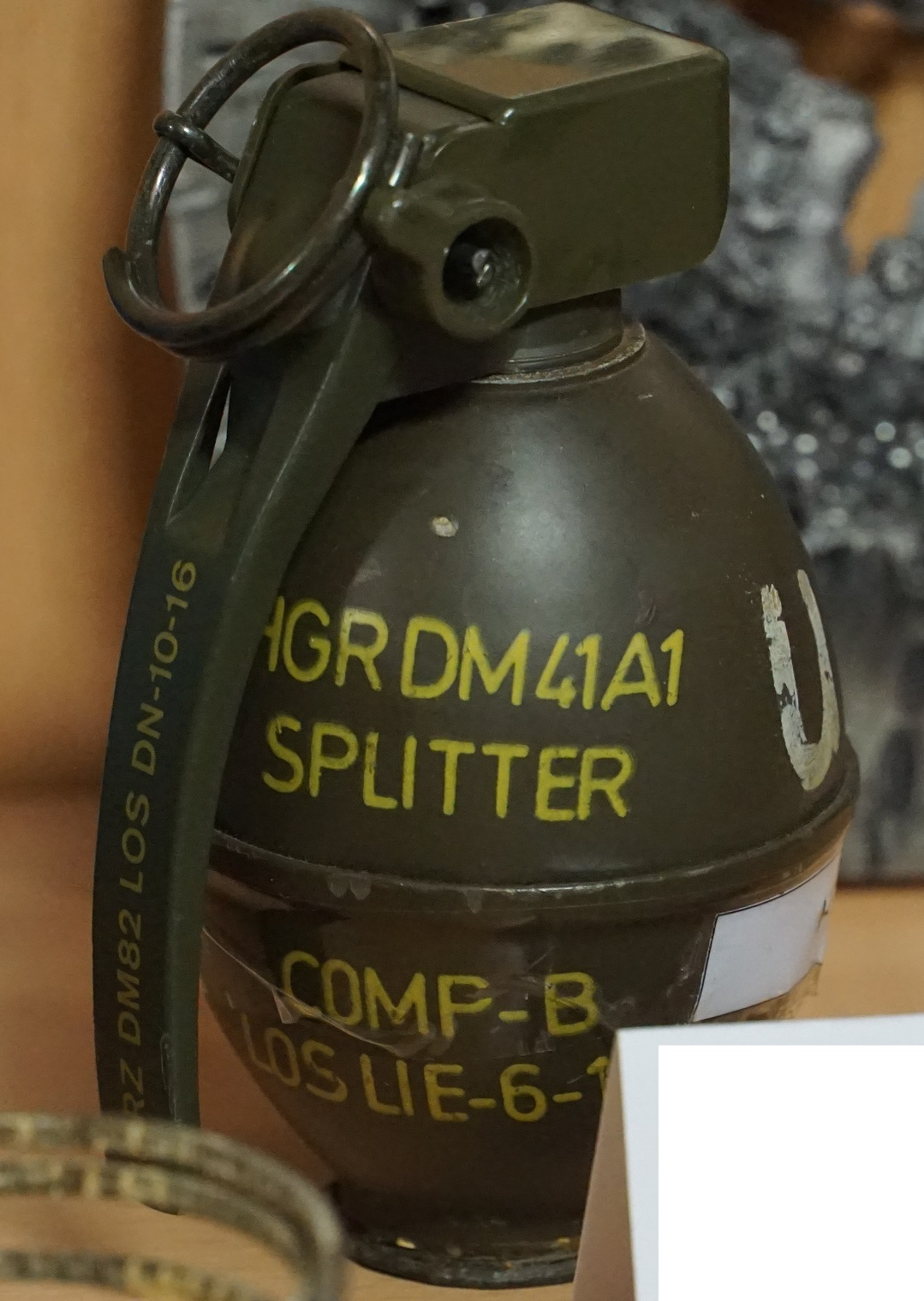
Splitterhandgranate DM41A1
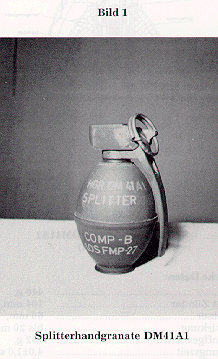
Splitterhandgranate DM41A1
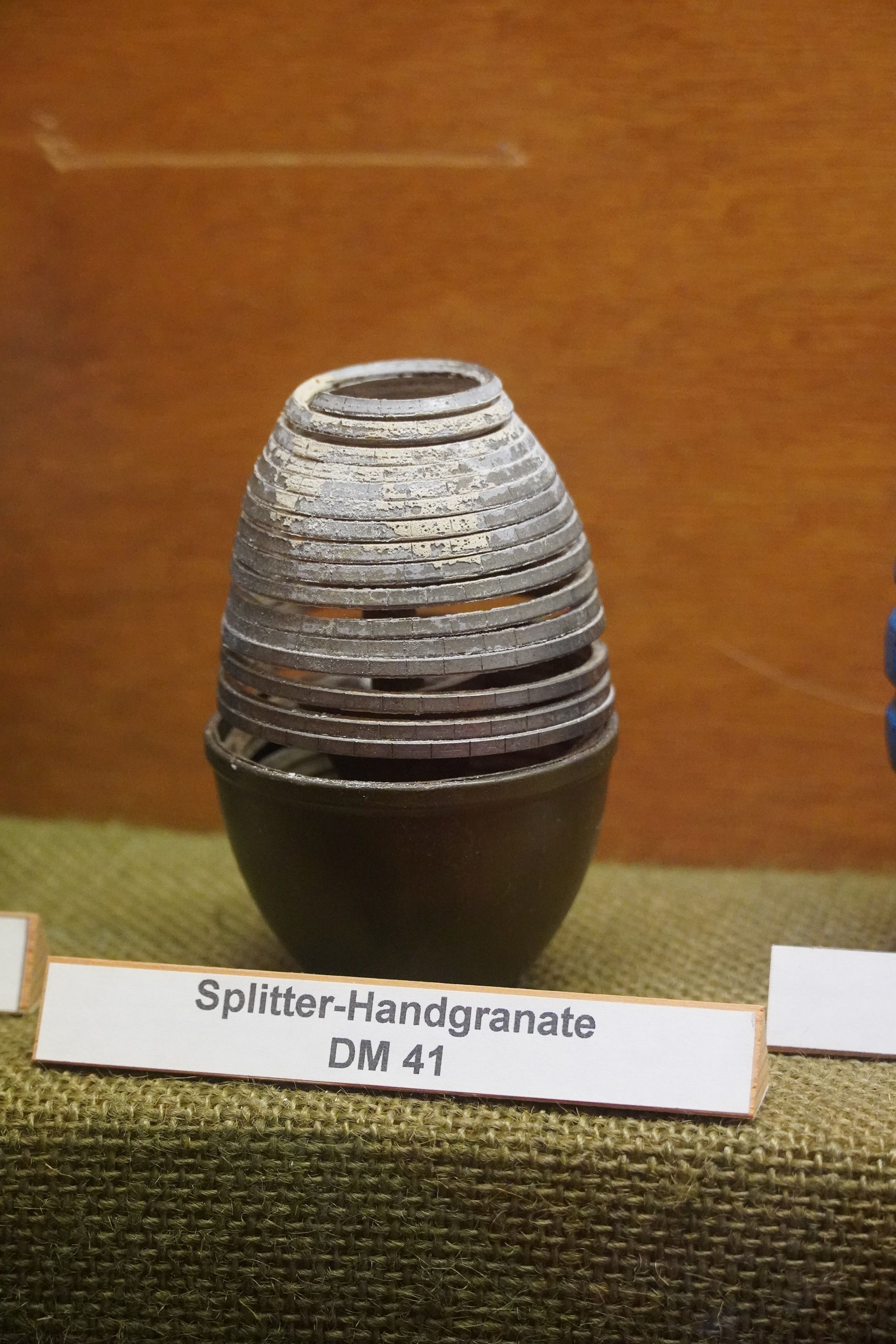
Splitterspirale Handgranate DM41
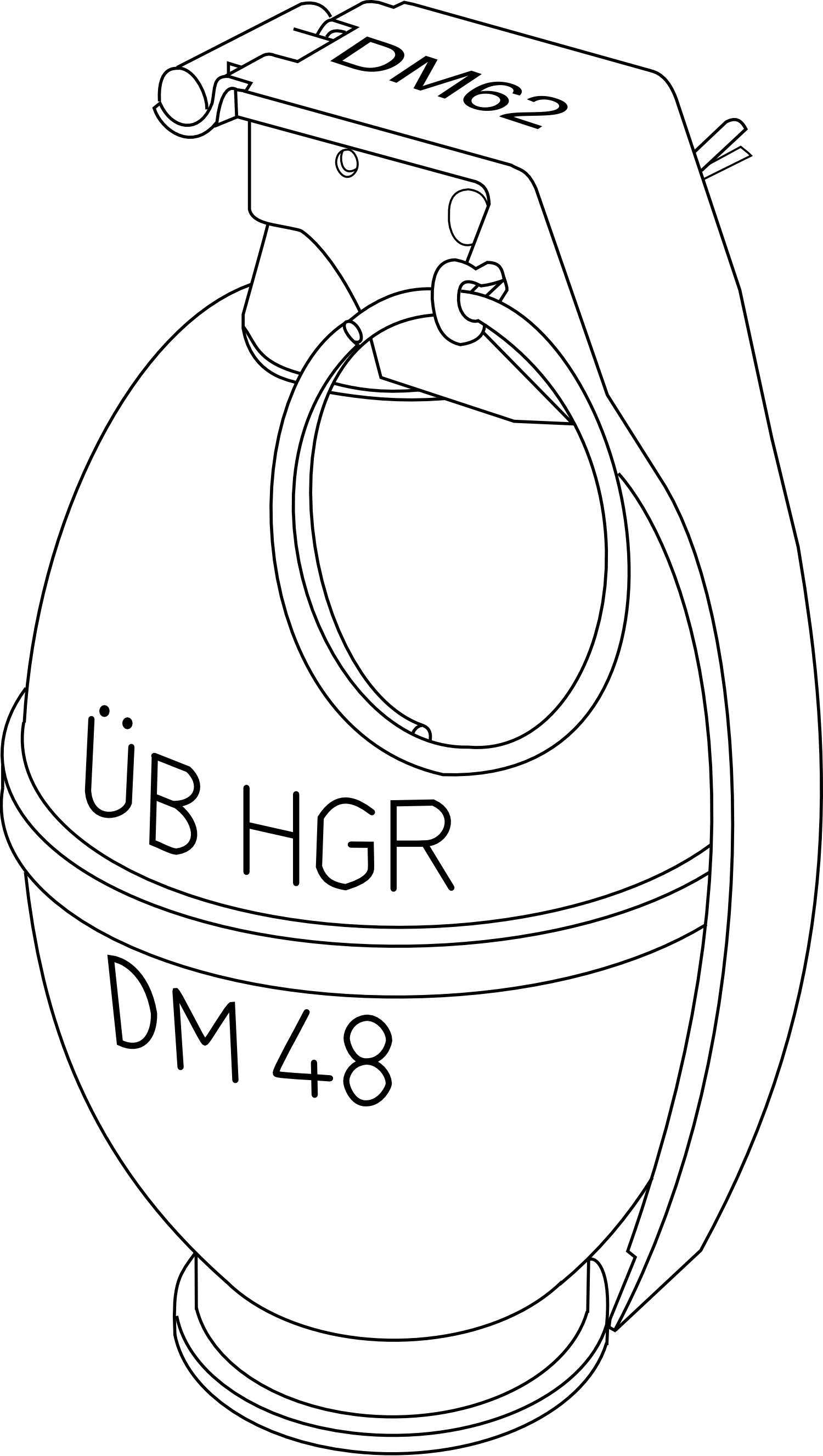
Übungshandgranate DM48